# Cylisticidae
Famille
Les Cylisticidae sont une famille de cloportes. Dans cette famille, les antennes se replient à l'extérieur du corps lors de la volvation.

## Liste des genres
Selon GBIF (27 février 2023) :
- Cylisticus Schnitzler, 1853
- Lepinisticus Manicastri & Taiti, 1983
- Parcylisticus Verhoeff, 1943
- Trogloclisticus Ferrara & Taiti, 1983
- Troglocylisticus Ferrara & Taiti, 1983

## Systématique
Le nom valide de ce taxon est Cylisticidae Verhoeff, 1949.